# Stromatopteris moniliformis
Stromatopteris moniliformis là một loài dương xỉ trong họ Gleicheniaceae. Loài này được Mett. mô tả khoa học đầu tiên năm 1861.
Danh pháp khoa học của loài này chưa được làm sáng tỏ. 